# Dithmarscher Privatbrauerei
La Dithmarscher Privatbrauerei Karl Hintz est une brasserie à Marne, dans le Land de Schleswig-Holstein.

## Histoire
Une brasserie rurale est présente sur le site depuis 1775. La brasserie elle-même est fondée en 1884 par Christian Hintz et reste aujourd'hui une propriété familiale. La direction de l'entreprise est confiée à un directeur externe dans les années 1990, après que la brasserie est presque devenue insolvable en raison d'une expansion trop rapide.
La brasserie conserve une image associée au paysage et à la tradition de la région, d'où la décision de réintroduire le bouchon mécanique en 1983. Les bières de la brasserie sont récompensées à plusieurs reprises par la Deutsche Landwirtschafts-Gesellschaft comme la Dithmarscher Pilsener en 2013.
En plus des bouteilles au bouchon mécanique, la brasserie utilise aussi des Longneckflaschen et des Steinieflasche.
La Dithmarscher Privatbrauerei est membre des Die Freien Brauer.

## Production
- Pilsener
- Dunkel
- Urtyp
- Naturtrüb
- Maibock
- Urbock
- Alkoholfrei
- Lemon
- Achtern Diek Landbier Pils

L'Urstrom est produite sous contrat avec Sauer & Hartwig GmbH.